# Blagoevgrad (huyện)
Blagoevgrad là một huyện thuộc tỉnh Blagoevgrad, Bungaria. Dân số thời điểm năm 2001 là 78175 người.